# JP・ピーターセン
ヨン＝ポール・ロジャー・ピーターセン（Jon-Paul Roger Pietersen、1986年7月12日 - ）は、南アフリカの元ラグビー選手。通称JPピーターセン。

## プロフィール
- 南アフリカ・ステレンボッシュ出身。
- 身長190cm、体重102kg
- ポジションはセンター(CTB)、ウィング(WTB)、フルバック(FB)。
- 南アフリカ代表通算キャップ数は70で2015年W杯代表に選ばれた。

## 経歴
ジェネラルハートソッグ高卒業後、スーパーラグビーのシャークスに加入。その後南アフリカ代表（スプリングボクス）のメンバーとして活躍する。
2013年、トップリーグパナソニックワイルドナイツに加入。なおシャークスには継続して所属している。
2016年、パナソニックワイルドナイツを退団した。
2016年にイングランド1部プレミアシップのレスター・タイガースに移籍。翌年フランス1部トップ14のRCトゥーロンに移籍。
2019年、シャークスに復帰。
2021年2月、現役引退を発表。シャークスのコーチに就任。